# Патицови
Патицови (Anatidae) са едно от трите семейства включени в разред Гъскоподобни. В наши дни са известни над 160 вида, включващи се в него. Те се разделят на 9 подсемейства, като понякога дървесните патици биват отделяни в отделно семейство. Големи или средни по размер птици, много рядко дребни, размерите се колебаят между 250 гр. и 15 кг. Оперението е твърдо, плътно, гъсто с голямо количество пух, равномерно покриващо цялото тяло. В много от видовете е изразен полов диморфизъм в окраската и размерите на тялото. Тялото е плътно и набито, шията е дълга и включва от 16 до 25 прешлена, крилете са най-често дълги и заострени, опашката е къса. Човката обикновено е сплесната, широка, покрита с тънка чувствителна кожица, преминаваща към върха и в твърдо рогово уплътнение. Краката са с 4 пръста, три от които са съединени с кожена плавателна ципа и насочени напред, а четвъртият назад и разположен малко по-високо.

## Разпространение
Разпространени са по всички континенти с изключение на Антарктида. Обитателите на части с по-студен климат извършват регулярни сезонни миграции. В България се срещат 40 вида разделени в 14 рода. Изборът им на местообитание е тясно свързан с водните басейни, като езера, реки, морета, океани и др.

## Размножаване
Повечето от видовете са моногамни, като двойките се образуват или за цял живот или само в размножителния период. Гнездят най-често на земята, но някои представители предпочитат дупки, хралупи и др. Яйцата биват обикновено между 3 и 15. В мътенето на яйцата, участие взема най-често само женската, но се срещат видове в които и двамата родителя мътят. Яйцата биват много често покривани с пух от гърдите на майката, който ги предпазва от охлаждане и нежелателни погледи по време на храненето и. Срещано явление е и гнездовият паразитизъм, подобно на кукувиците. Малките се излюпват покрити с пух, и достатъчно развити за да се хранят и движат самостоятелно.

## Начин на живот и хранене
Летят бързо, стремително с чести махове, определени видове могат да развият до 90 км/ч, по време на прелети се издигат на значителна височина. На земята се придвижват бавно и тромаво, плуват добре, като повечето видове умеят и да се гмуркат. Основно са растителноядни, като в храносмилателната им система не се отличава с висока ефективност, което ги принуждава да поемат големи количества храна за да си набавят нужната енергия.

## Допълнителни сведения
Разред Гъскоподобни е с важно стопанско значение, някои видове, като домашна патица, гъска, мускусна патица се използват за месо, яйца и пух, а други са частично одомашнени и биват отглеждани като декоративни птици, например Ням лебед, Черен лебед, Мандаринка.
Много от видовете са ловни обекти, в България това са 8 вида: Голяма белочела гъска, Зеленоглава патица, Шилоопашата патица, Клопач, Зимно бърне, Лятно бърне, Качулата потапница и Фиш.

## Класификация
Семейство Патицови
- Подсемейство Aythyinae
- Подсемейство Гъскови (Anserinae)
- Подсемейство Морски патици (Merginae)
- Подсемейство Тръноопашатки (Oxyurinae)[1]
- Подсемейство Plectropterinae
- Подсемейство Stictonettinae
- Подсемейство Ангъчови (Tadorninae)
- Подсемейство Дървесни патици (Dendrocygninae)
- Подсемейство Thalassorninae